# 장친친

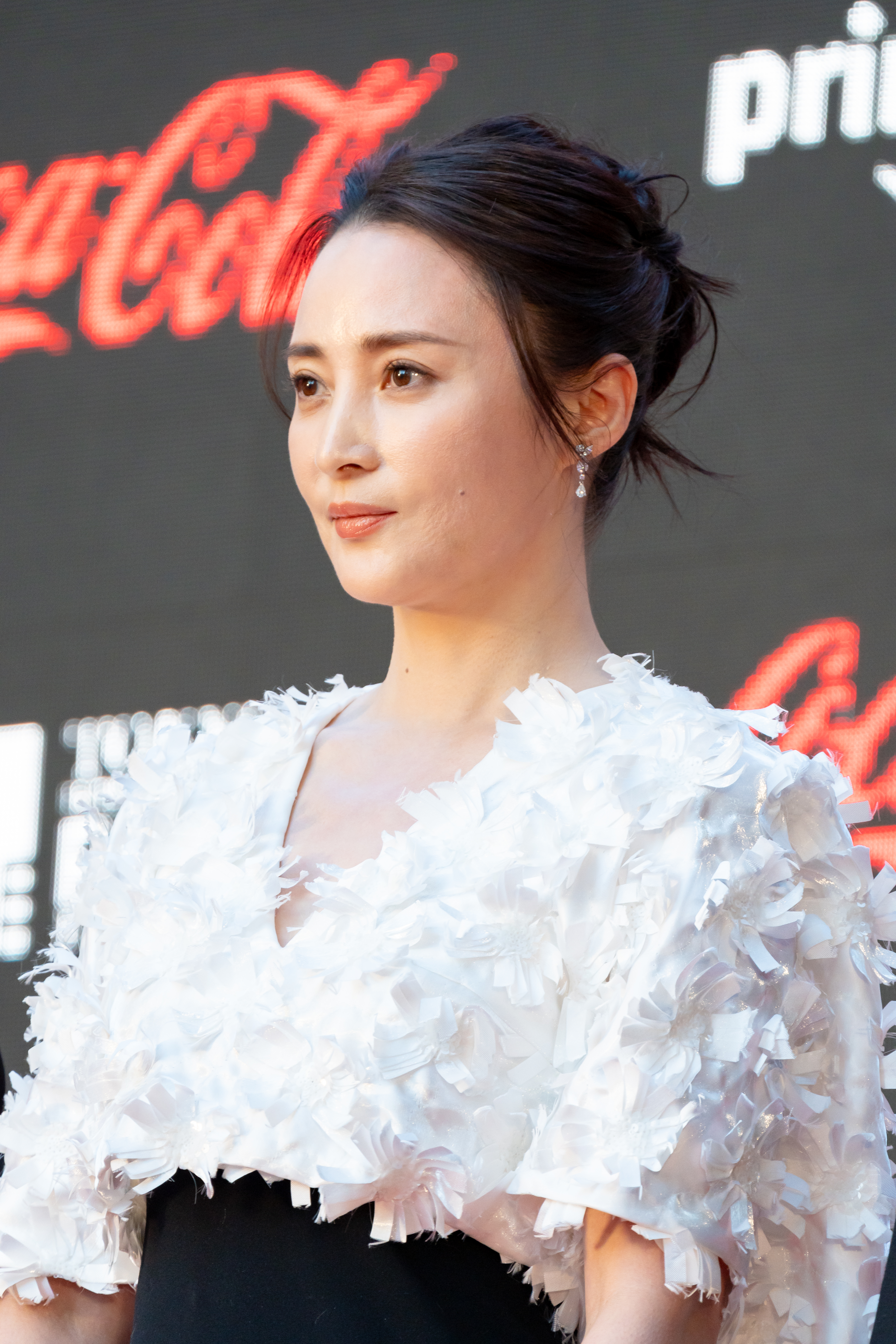

장친친(Jiang Qinqin, 1975년 9월 3일 ~ )은 중화인민공화국의 배우, 가수이다.
충칭시에서 태어났다.

## 방송
- 거상 치아오쯔융
- 사조영웅전 2003
- 반생연

## 영화
- 완미유다미 (2017년)
- 일개작자 (2014년)
- 대태양 (2011년)
- 반생연 (2003년) - 만로 역
- 와호장룡 (2000년) - 옥교룡 역
- 신영웅투혼 (1994년)